# Sminthopsis crassicaudata
Il topo marsupiale dalla coda grassa (Sminthopsis crassicaudata) è un marsupiale australiano della famiglia Dasyuridae.

## Descrizione
È lungo 6-9 cm cui si aggiungono altri 4-7 cm di coda.

## Distribuzione e habitat
Il topo marsupiale ha un areale che comprende tutta la parte meridionale dell'Australia, con la sola eccezione della costa orientale.
Vive in praterie, arbusteti aperti e campi coltivati, dove caccia piccoli animali.